# شمال دالاس چهل
شمال دالاس چهل (به انگلیسی: North Dallas Forty) یک فیلم سینمایی آمریکایی در ژانر کمدی-درام و ورزشی محصول سال ۱۹۷۹ میلادی با بازی نیک نولتی ، مک دیویس و جی. دی اسپاردین در اواخر دهه ۱۹۷۰ در دنیای فروپاشی فوتبال حرفه ای آمریکا قرار دارد. و براساس رمان پرفروش پیتر گنت ساخته شده است. 
این نخستین نقش‌آفرینی مک دیویس ، خواننده موسیقی کانتری در سینما بود.

## داستان
یک فیلم نیمه داستانی که روایتگر زندگی فوتبالیست حرفه ای (سبک فوتبال آمریکایی) تیم "کابوی های دالاس" در سال ۱۹۷۰ می باشد... 

## بازیگران
- نیک نولتی درنقش فیل الیوت
- مک دیویس به عنوان ست مکسول
- جی. دی اسپاردین
- دایل هادون درنقش شارلوت کاوش
- بو اسونسون درنقش جو باب پریدی
- جان ماتوزاک
- استیو فارست به عنوان کنراد هانتر
- دابنی کلمن درنقش امت هانتر
- چارلز دارنینگ درنقش مربی جانسون
- مارشال کلت درنقش آرت هارتمن
- ساوانا اسمیت بوچر درنقش جوآن رودنی